# St. Morandus (Altkirch)

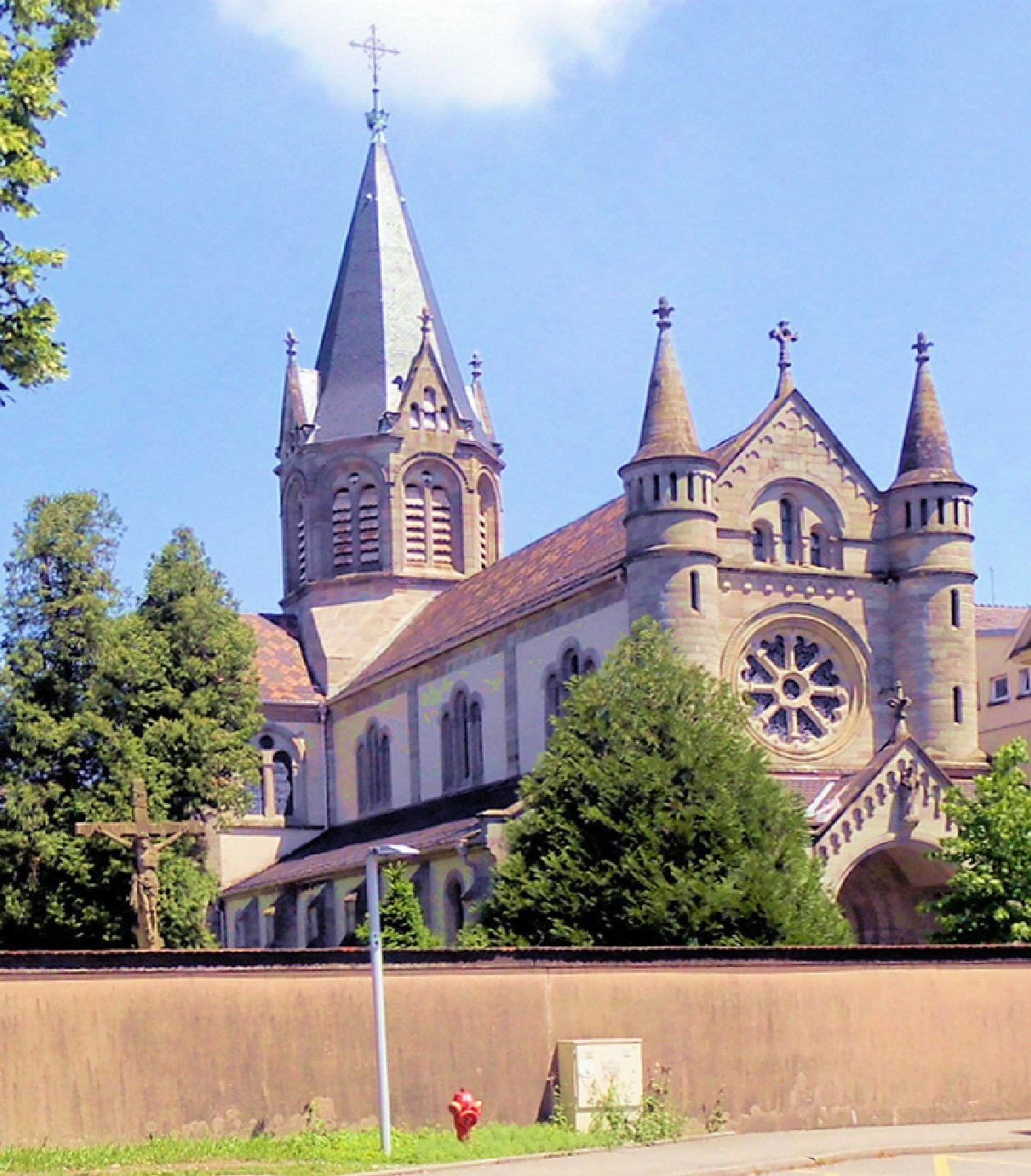
St. Morandus in Altkirch

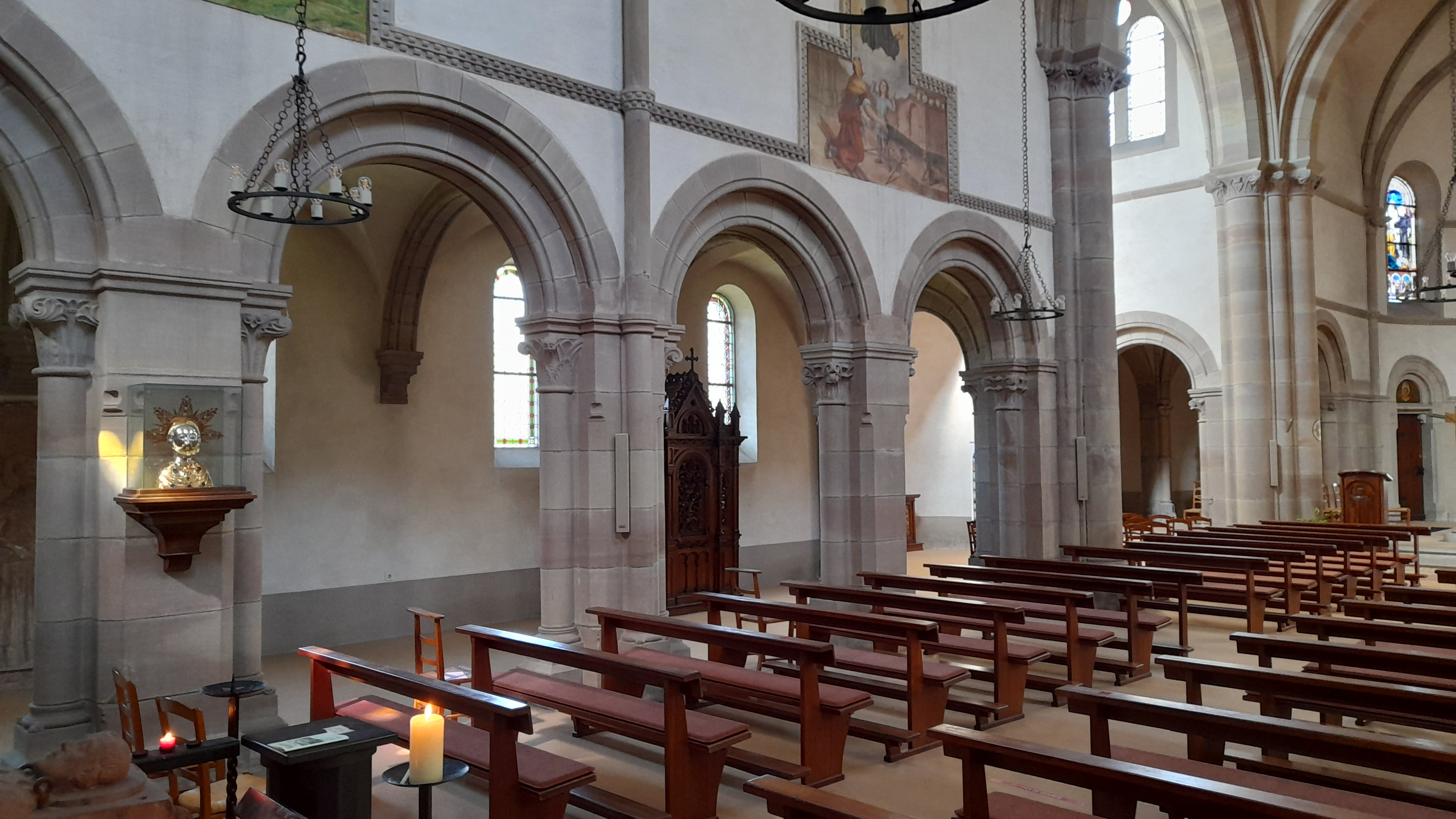
Arkaden des Mittelschiffs

St. Morandus (französisch: Église Saint-Morand ) ist die römisch-katholische Pfarrkirche von Altkirch im Département Haut-Rhin im Elsass.

## Geschichte
Die Kirche St. Morandus geht zurück auf ein 1105 durch Graf Friedrich I. von Pfirt gegründetes Kloster Altkirch, einem Priorat der Abtei Cluny, deren Prior der aus Worms gebürtige Morandus wurde. Nach dessen Tod 1115 und erfolgter Heiligsprechung 1181 wurde die bisher dem heiligen Christophorus gewidmete Kirche auf sein Patrozinium umgewidmet. Während der Französischen Revolution wurde das Kloster 1790 aufgelöst. Auf Initiative des 1877 berufenen Pfarrers Heinrich erfolgte nach Plänen des Architekten Charles Winkler, Landbaumeister für Unterelsass in Straßburg, ein Kirchenneubau, der im Jahr 1886 geweiht wurde. Bei der Restaurierung 1979 wurde die Kirche ihrer ursprünglichen historistischen Ausgestaltung beraubt. 2013 machte der Sturz einer Säule und eines Kapitells umfassende Sicherungsarbeiten notwendig.

## Architektur
St. Morandus ist eine in neuromanischen Bauformen errichtete Querhausbasilika mit Apsis und oktogonalem Vierungsturm. Die Kirche besitzt eine Querschnittfassade mit Treppentürmen ähnlich St. Adelphe in Neuweiler, der eine offene Vorhalle vorgelegt ist. Der Kirchenraum ist im Gebundenen System über Bündelpfeiler kreuzrippengewölbt.

## Ausstattung

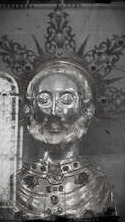
Kopfreliquiar des Heiligen Morandus

Bedeutendstes Objekt der Ausstattung ist das Kopfreliquiar des Heiligen Morandus, das Herzog Friedrich IV. (Tirol) 1428 anfertigen ließ. Im Kirchenschiff befindet sich das Hochgrab des Heiligen. Dieses sowie ein nach 1190 entstandenes Tympanon mit der Darstellung des thronenden Christus mit Petrus und Paulus sind als Denkmal eingetragen.

### Orgel
Eine 1892 von Heinrich Koulen erbaute Orgel wurde 1924 durch ein Instrument von Joseph Rinckenbach ersetzt, dessen neugotischer, von zwei Pedaltürmen eingefasster Prospekt den Blick auf die Fensterrose im Turm freilässt. Der originale Spieltisch wurde 1958 entfernt. Die Orgel besitzt die folgende Disposition:
| Grande-Orgue C–g3 |            |    |
| 01.               | Montre     | 8′ |
| 02.               | Bourdon    | 8′ |
| 03.               | Salicional | 8′ |
| 04.               | Prestant   | 4′ |

| Récit expressif C–g3 |                  |    |
| 05.                  | Flûte de concert | 8′ |
| 06.                  | Gambe            | 8′ |
| 07.                  | Voix céleste     | 8′ |
| 08.                  | Cor de nuit      | 8′ |
| 09.                  | Quintaton        | 8′ |
| 10.                  | Flûte octaviante | 4′ |
| 11.                  | Octavin          | 2′ |
| 12.                  | Trompette        | 8′ |

| Pedale C–f1 |          |     |
| 13.         | Soubasse | 16′ |

- Koppeln: II/I, I/P, II/P
- Traktur: pneumatisch